# برمون لاكديفا
برمون لاكديفا (الاسم العلمي:Lates lakdiva) هو نوع من الأسماك يتبع جنس البرمون من الفصيلة البرمونية.